# Komisariat Straży Granicznej „Panki”
Komisariat Straży Granicznej „Panki” – jednostka organizacyjna Straży Granicznej pełniąca służbę ochronną na granicy polsko-czechosłowackiej w latach 1929–1939.

## Geneza
Poprzednikiem komisariatu Straży Granicznej „Panki” był komisariat Straży Celnej „Podłęże Szlacheckie” wchodzący w skład Inspektoratu Granicznego „Praszka”, a na podstawie rozkazu Śląskiego Inspektoratu Okręgowego w Mysłowicach z 23 stycznia 1928 roku wcielony do nowo zorganizowanego Inspektoratu Granicznego „Lubliniec”. Kierownikiem komisariatu był komisarz SC Stefan Leśniak. 
Placówki komisariatu SC „Podłęże Szlacheckie”
- placówka Straży Celnej I linii „Podłęże Szlacheckie”
- placówka Straży Celnej I linii „Stany”
- placówka Straży Celnej I linii „Kluczno”
- placówka Straży Celnej I linii „Kuźnica Nowa”
- placówka Straży Celnej I linii „Radły”

Z dniem 27 kwietnia 1928 roku placówki I linii „Radły”, „Ługi” i „Kluczno” należące do komisariatu Straży Celnej „Kamieńsko” zostały przydzielone do komisariatu „Panki”, a z dniem 1 maja utworzono placówkę  II linii „Podłęże Szlacheckie”.
Z dniem 30 maja zlikwidowano placówki I linii „Ługi”, „Podłęże Szlacheckie”, „Kuźnica Nowa” i „Radły”, a utworzona została placówka II linii „Panki”.
5 lipca 1928 komisariat SC „Podłęże Szlacheckie” przemianowany został na podkomisariat Straży Granicznej „Panki”. Obowiązki kierownika podkomisariatu pełnił przodownik Andrzej Łabuszek, a od 17 lipca 1929 roku  kierownikiem mianowany został podkomisarz Tomasz Steciak.
Z dniem 17 sierpnia 1928 zlikwidowana została placówka II linii „Truskolasy”.
Jesienią 1929 roku podkomisariat Straży Granicznej „Panki” został przemianowany na komisariat Straży Granicznej.

## Powołanie komisariatu straży granicznej i zmiany organizacyjne
Rozporządzeniem Prezydenta Rzeczypospolitej Polskiej Ignacego Mościckiego z 22 marca 1928 roku, do ochrony północnej, zachodniej i południowej granicy państwa, a w szczególności do ich ochrony celnej, powoływano z dniem 2 kwietnia 1928 roku  Straż Graniczną.
W kwietniu 1928 w strukturze komisariatu „Herby” rozpoczęto organizację  podkomisariatu Straży Granicznej „Panki”. Podkomisariat znajdował się w podporządkowaniu IG „Łubliniec” Okręgu Śląskiego.
5 lipca 1928 roku przemianowano komisariat Straży Celnej „Podłęże Szlacheckie” na podkomisariat „Panki”.
Z dniem 30 września 1929 podkomisariat został przemianowany w komisariat Straży Granicznej i przeszedł w podporządkowanie IG „Wieluń” w Okręgu Wielkopolskim.
Rozkazem nr 10 z 5 listopada 1929 roku w sprawie reorganizacji Śląskiego Inspektoratu Okręgowego komendant Straży Granicznej płk Jan Jur-Gorzechowski przydzielił komisariat Straży Granicznej „Panki” do Inspektoratu Granicznego nr 14 „Lubliniec”, określił jego numer i strukturę. 
Rozkazem nr 11 z 9 stycznia 1930 roku reorganizacji Wielkopolskiego Inspektoratu Okręgowego komendant Straży Granicznej płk Jan Jur-Gorzechowski ustalił numer i nową podległość i organizację komisariatu. Komisariat wszedł w podporządkowanie Inspektoratu Granicznego nr 13 „Wieluń”.
Z dniem 26 sierpnia 1932 roku została utworzona nowa placówka Straży Granicznej I linii „Radły-Ługi”, a kierownikiem został st. str. Jan Minkier.
Rozkazem nr 4 z 17 grudnia 1934 roku  w sprawach [...] zarządzeń organizacyjnych i zmian budżetowych, komendant Straży Granicznej płk Jan Jur-Gorzechowski wyłączył komisariat „Panki” z Inspektoratu Granicznego „Wieluń” i przydzielił do Inspektoratu Granicznego „Częstochowa”.
Rozkazem nr 4 z 17 grudnia 1934 roku  w sprawach [...] zarządzeń organizacyjnych i zmian budżetowych, komendant Straży Granicznej płk Jan Jur-Gorzechowski wyłączył placówki I linii „Bobrowo” i  „Starokrzepice” z komisariatu Straży Granicznej „Rudniki” i przydzielił do komisariatu Straży Granicznej „Panki”. Tym samym rozkazem wyłączył placówkę II linii „Krzepice”  z komisariatu Straży Granicznej „Rudniki” i przydzielił do komisariatu Straży Granicznej „Panki”.
Rozkazem nr 1 z 27 marca 1936 roku  w sprawach [...] zmian w niektórych inspektoratach okręgowych, komendant Straży Granicznej płk Jan Jur-Gorzechowski zniósł placówki Straży Granicznej I linii „Bobrowa”, „Podłęże Królewskie”, „Kluczno”, a załogi zniesionych placówek włączył w skład odpowiednio placówek: „Starokrzepice”,„Podłęże Szlacheckie”,„Radły−Ługi”.
Teren rozformowanej placówki „Bobrowa” przekazano do komisariatu „Rudniki” IG „Wieluń”, a nową granicę północną komisariatu stanowiła rzeka Piskora. Na południu teren rozformowanej placówki „Kluczno” do kamienia 88 przekazano do komisariatu „Herby”.
Rozkazem nr 12 z 14 lipca 1939 roku w sprawie reorganizacji placówek II linii i posterunków wywiadowczych oraz obsady personalnej, komendant Straży Granicznej gen. bryg. Walerian Czuma zlikwidował posterunek SG „Truskolasy”.

## Służba graniczna
Granice komisariatu
Kierownik Inspektoratu Granicznego „Wieluń” w dodatku do rozkazu organizacyjnego nr 3 z 19 lipca 1930 roku określił granice komisariatu:
- granica północna: od kamienia granicznego nr 69 w kierunku północno-wschodnim wzdłuż koryta Liswarty do Kuźniczki na most na Liswarcie;
- granica wewnętrzna: od Kuźniczki (wył.) drogą na zachód przez Stare Dankowice do Aleksandrowa, następnie drogą na południowy–zachód do Paciepnik, dalej do wylotu wsi Hyry, następnie przez zbocze wzgórza 292 do Hutki i do Golec Dużych;
- granica południowa: od kamienia granicznego nr 88 w kierunku do skrzyżowania dróg Jaciska, Jeziorko i Kamińsko–Kuleje, dalej drogą w kierunku Kuleje obok Klepaczka, następnie w kierunku przejścia szosy Truskolasy– Wręczyca przez leśniczówkę Golce Duże, dalej skrzyżowanie rzeczki Trzopka z szosą Kłobuck–Wręczyca, następnie koryto rzeki Trzopka i w dalszym ciągu koryto rzeki Kacynka do granicy powiatu radomskiego w Wólce Prusieckiej, dalej szosą przez Gościec do Brzeźnicy, następnie szosą Wola Wiewiecka, Wiewiec, Krzywanice, Sulmierzyce, Osiny do Szczercowa, następnie kierunek przejścia rzeki przez szosę Szczerców, dalej koryto Widawki aż do ujścia  Widawka do Warty, następnie koryto Warty aż do mostu na Warcie pomiędzy Sieradzem a Woźnikami.

W 1931 roku stan osobowy komisariatu wynosił: 1 oficer i 55 szeregowych, a pod względem gospodarczym 62 szeregowych.
Biura komisariatu i obsada placówki II linii kwaterowała w 1933 roku w budynku wynajętym przez skarb państwa. Od 1935 roku komisariat ochraniał odcinek granicy państwowej od kamienia granicznego 062 do kamienia granicznego 088
Sąsiednie komisariaty
- komisariat Straży Granicznej „Rudniki” ⇔ komisariat Straży Granicznej „Herby” − 1930

## Funkcjonariusze komisariatu
| Kierownicy/komendanci komisariatu | Kierownicy/komendanci komisariatu | Kierownicy/komendanci komisariatu | Kierownicy/komendanci komisariatu |
| stopień                           | imię i nazwisko                   | okres pełnienia służby            | kolejne stanowisko                |
| --------------------------------- | --------------------------------- | --------------------------------- | --------------------------------- |
| podkomisarz                       | Tomasz Steciak                    | 17 VIII 1929–25 V 1934            | kierownik komisariatu SG „Kolno”  |
| komisarz                          | Józef Kowalski                    | 25 V 1934–                        |                                   |
| aspirant                          | Aleksander Kamiński               | 15 I 1938 - 5 X 1938              | kierownik komisariatu „Pudełko”   |
| aspirant                          | Konstanty Kurzyjamski             | 5 X 1938 -                        |                                   |
| Zastępcy komendanta komisariatu   |                                   |                                   |                                   |
| starszy strażnik                  | Rudolf Osuch                      | 1 V 1939 –                        |                                   |

## Struktura organizacyjna
Organizacja komisariatu w listopadzie 1929:
- 1/14 komenda − Panki
- placówka Straży Granicznej I linii „Podłęże Szlacheckie”
- placówka Straży Granicznej I linii „Stany”
- placówka Straży Granicznej I linii „Kluczno”
- placówka Straży Granicznej II linii „Panki”

Organizacja komisariatu w styczniu 1930:
- 4/13 komenda − Panki
- placówka Straży Granicznej I linii „Podłęże Królewskie” → w 1936 zniesiona, a obsada przeniesiona do placówki „Podłęże Szlacheckie”
- placówka Straży Granicznej I linii „Podłęże Szlacheckie”
- placówka Straży Granicznej I linii „Stany”
- placówka Straży Granicznej I linii „Kluczno” → w 1936 zniesiona, a obsada przeniesiona do placówki „Radły Ługi”
- placówka Straży Granicznej II linii „Panki”
  - posterunek Straży Granicznej „Przystajń” → z dniem 24 grudnia 1934 zniesiony[26]
  - posterunek Straży Granicznej „Truskolasy”
- placówka Straży Granicznej II linii „Kłobuck”[a]
  - posterunek informacyjny Straży Granicznej „Krzepice”[b]

Organizacja komisariatu w grudniu 1934:
- komenda − Panki
- placówka Straży Granicznej I linii „Bobrowa”
- placówka Straży Granicznej I linii „Starokrzepice”
- placówka Straży Granicznej I linii „Podłęże Królewskie”
- placówka Straży Granicznej I linii „Podłęże Szlacheckie”
- placówka Straży Granicznej I linii „Stany”
- placówka Straży Granicznej I linii „Radły-Ługi”
- placówka Straży Granicznej I linii „Kluczno”
- placówka Straży Granicznej II linii „Panki”
  - posterunek Straży Granicznej „Truskolasy”
- placówka Straży Granicznej II linii „Krzepice”